# Przysucha
Przysucha là một thị trấn thuộc huyện Przysuski, tỉnh Mazowieckie ở trung-đông Ba Lan. Thị trấn có diện tích 7 km². Đến ngày 1 tháng 1 năm 2011, dân số của thị trấn là 6154 người và mật độ 877 người/km².